# Hippodrome d'Évreux

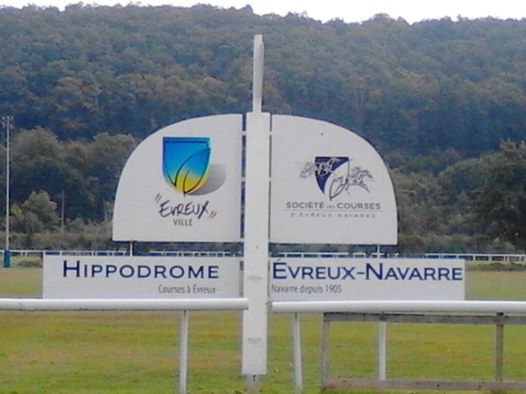
Panneau de présentation de l'hippodrome

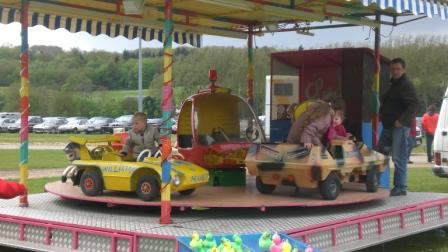
Manège pour enfants à l'Hippodrome d'Évreux

L'hippodrome d'Évreux, également appelé « hippodrome de Navarre », est un champ de courses situé dans le quartier du même nom à Évreux. Il occupe l'emplacement de l'ancien domaine de Navarre, propriété de l'impératrice Joséphine titrée duchesse de Navarre après son divorce d'avec Napoléon. Il est situé dans le département de l'Eure et en région Normandie.
L'hippodrome d'Évreux est l'un des 17 hippodromes de la Fédération des Courses d'Île-de-France et de Normandie.
C'est un hippodrome de 1re catégorie en plat et de 2e catégorie en trot.

## Infrastructures
Avec sa piste en herbe de 1 600 mètres environ, corde à droite, l'hippodrome dispose d'une tribune couverte de style normand pouvant accueillir 200 personnes environ.
Pour les professionnels, l'hippodrome propose une centaine de box.

## Courses
La piste de l'hippodrome propose plusieurs distances de courses : 1200, 1800, 2100, 2500 et 2 800 mètres.
L'hippodrome d'Évreux permet de parier en PMH (Pari Mutuel Hippodrome) sur les courses se déroulant sur sa piste mais propose également des prises de paris nationaux grâce aux réunions PMU, au GALOP.

## Calendrier annuel
L'hippodrome accueille 4 réunions de courses par an, en mai et en septembre :
- 2 mai - galop pmu
- 31 aout - galop pmu
- Chaque second dimanche de septembre - TROT PMH et Dernier dimanche TROT PMH

## Accès à l'hippodrome
L'hippodrome se situe dans le quartier de Navarre.
- Accès en voiture : sortie d'Évreux, en direction de Conches
- Accès en train : gare d'Évreux-Normandie